# アル・リフラ

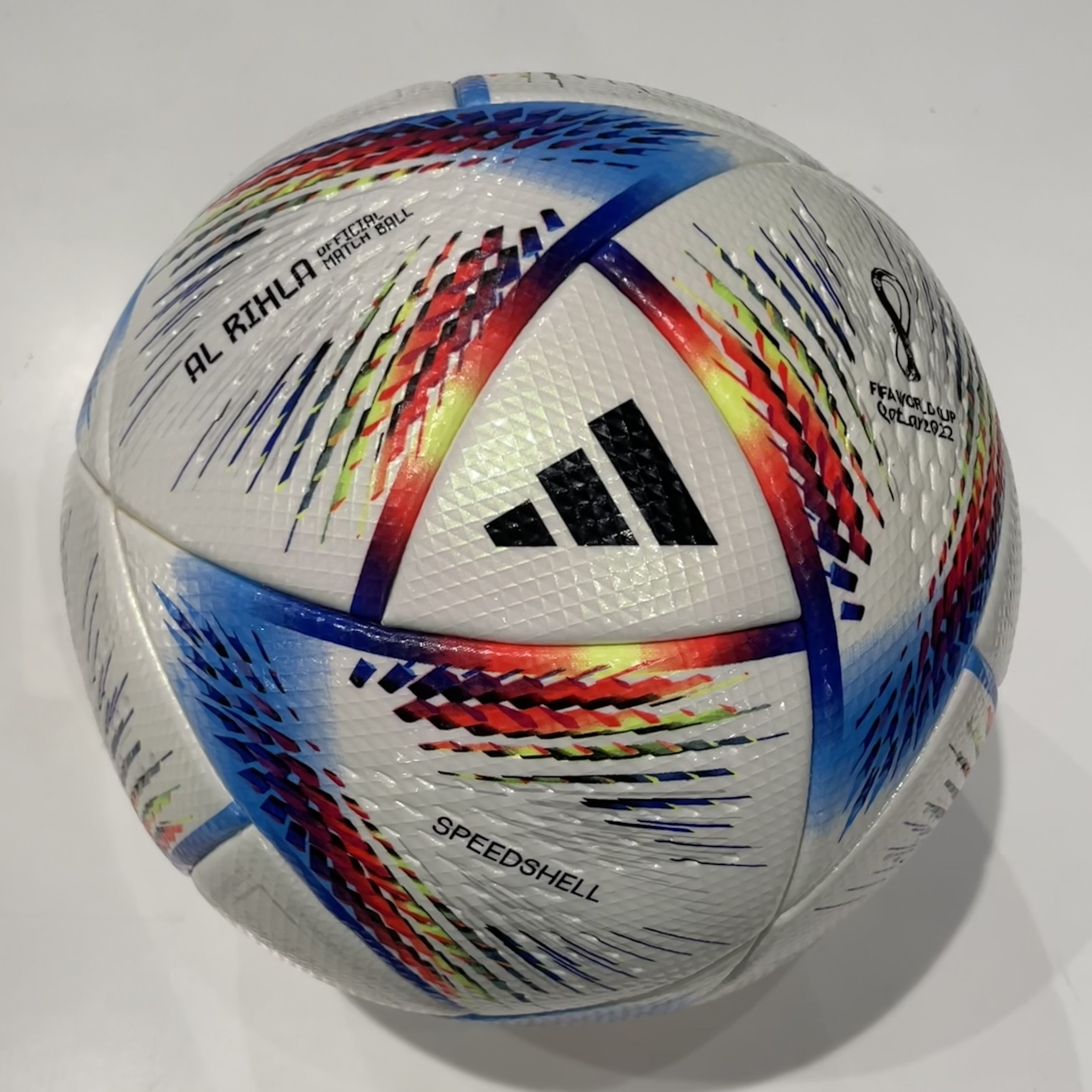
アル・リフラ

アル・リフラ（Al Rihla、アラビア語: الرحلة, アラビア語での発音：al-riḥlah ないしは al-riḥla, アッ＝リフラ）は、2022 FIFAワールドカップおよびJリーグの公式試合球である。1970年大会以来公式球の製作を行っているアディダス社製。アラビア語で「旅」を意味する「Rihla (リフラ)」に由来している。

## 概要
世界最大のスポーツイベントとして性別、年齢、人種やナショナリズムに関係なく、あらゆる人々が一体となり「世界をつなぐ旅が、ここからはじまる。」というコンセプトの基に制作。「旅」として開催地や決勝戦までの道のりも意味している。歴代史上屈指の飛行速度を誇り、現代サッカーのスピーディな試合展開に対応する仕様となった。
外観や色はカタールの国旗・文化・建築物から着想を得たデザインとなっており、表面には「PASSION（情熱）」「FAIRPLAY（フェアプレイ）」「COLLECTIVE（集団的）」「TEAMWORK（チームワーク）」「RESPECT（尊敬）」「RESPONSIBILITY（責任）」を6つの言語で表現し、カタールの伝統産業である真珠を連想させるパール調の光沢原反に施し、湧き上がる様々な感情や多様性に富んだ各国のアイデンティティ、そして現代サッカーのプレースピードを連想させる多彩なカラーリングとグラフィックが施されている。
試合前にボールが充電されているのが話題となったが、内部には慣性計測装置(IMU)センサーがあり、1秒間に500回ボールデータをビデオオペレーションルームに送信し、キックポイントを正確に抽出出来る。また、スタジアムに設置された12台の高性能カメラが選手1人1人の位置を正確に把握し、人工知能（AI）がオフサイドかどうか判断したり、ゴールラインテクノロジーでもその効果は顕著である。
グループF・カナダ対モロッコでボールがパンクするトラブルがあったが原因はわかっていない。

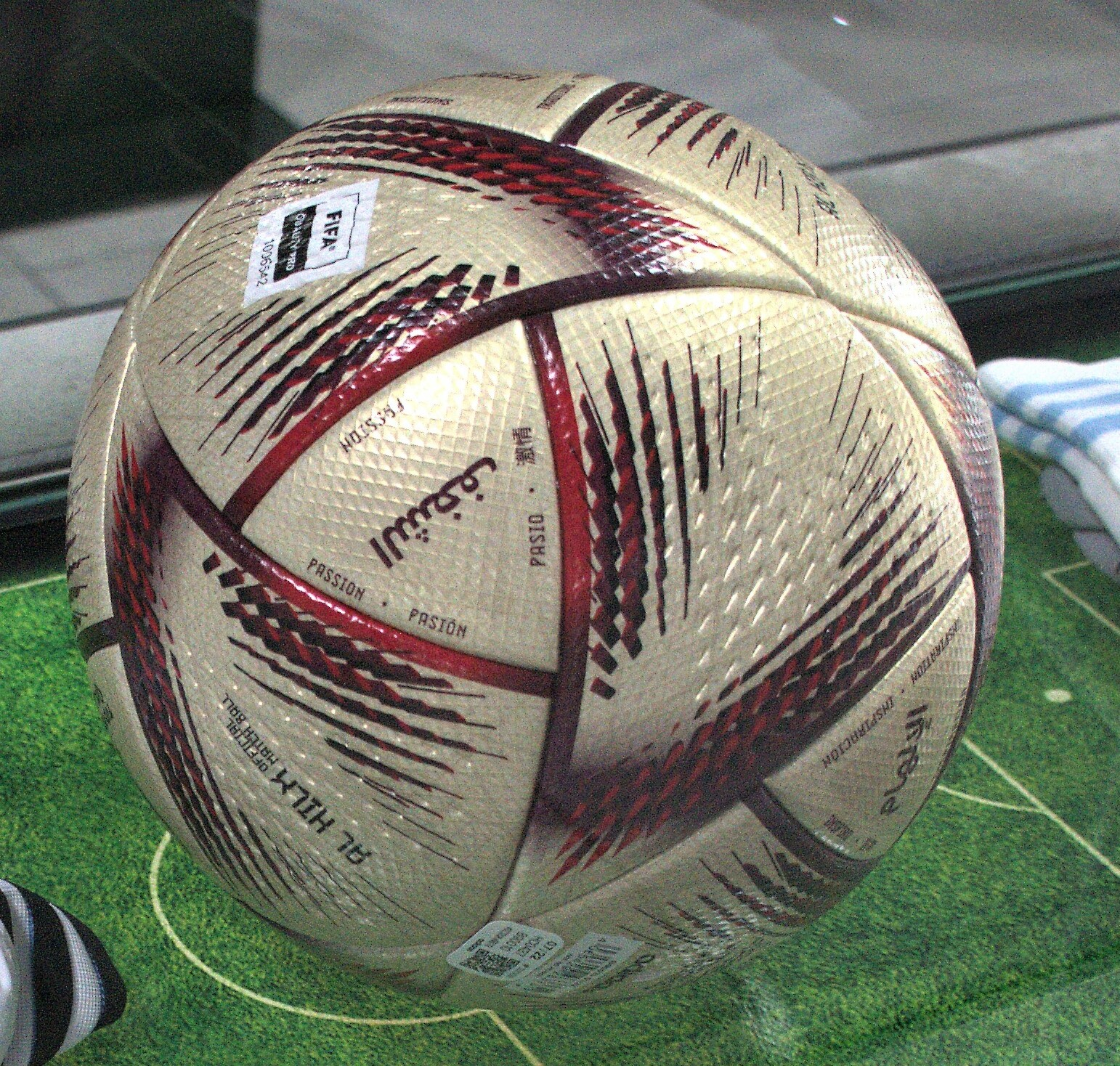
アル・ヒルム

準決勝からは、デザインが赤色と金色基調に変更されたアル・ヒルム（Al Hilm、アラビア語：الحلم, 文語アラビア語発音：al-ḥulm, アル＝フルム、現地方言発音：al-ḥilim, アル＝ヒリム等）を使用。アラビア語で「夢」を意味する。